# Scopula leucoloma
Scopula leucoloma là một loài bướm đêm trong họ Geometridae.